# Phellodon
Phellodon es un género de hongos dentarios de la familia Bankeraceae. Las especies tienen cuerpos fructíferos de tamaño pequeño a mediano con espinas blancas en la parte inferior de las que se liberan las esporas. Todos los Phellodon tienen un pedúnculo o estípite corto, por lo que el género pertenece al grupo conocido como hongos hidnoides estipitados. La carne, dura y coriácea, suele tener un olor agradable y fragante, y adquiere una textura similar a la del corcho cuando se seca. Los cuerpos fructíferos vecinos pueden fusionarse, produciendo a veces grandes alfombras de tapones unidos. Las especies de Phellodon producen una huella esporal blanca, mientras que las esporas individuales son de forma aproximadamente esférica a elipsoide, con superficies espinosas.
El género, con unas 20 especies descritas, tiene una distribución que incluye Asia, Europa, Norteamérica, Sudamérica, Australia y Nueva Zelanda. Aproximadamente la mitad de las especies se encuentran en el sureste de Estados Unidos, incluidas tres especies añadidas al género en 2013-14. Varias especies de Phellodon se incluyeron en una Lista Roja preliminar de hongos británicos amenazados debido al declive general del género en Europa. Las especies crecen en una asociación micorrícica simbiótica con árboles de las familias Fagaceae (hayas y robles) y Pinaceae (pinos). Se han desarrollado métodos precisos basados en el ADN para determinar la presencia de especies de Phellodon en el suelo, incluso en ausencia prolongada de cuerpos fructíferos visibles. Aunque los cuerpos fructíferos de Phellodon se consideran no comestibles debido a su carne fibrosa, la especie tipo, P. niger, se utiliza para el teñido con hongos.

## Taxonomía
Phellodon fue circunscrito en 1881 por el micólogo finlandés Petter Karsten para contener hongos de dientes blancos. Karsten incluyó tres especies: P. cyathiformis, P. melaleucus y el tipo, P. niger (publicado originalmente con el epíteto nigrum). P. nigrum fue descrito originalmente por Elias Fries en 1815 como una especie de Hydnum. Algunos de los primeros autores no consideraron Phellodon lo suficientemente distinto como para ser un género separado, y agruparon las especies asignadas a este género en Hydnellum.
Hydnellum está clasificada en la familia Bankeraceae, circunscrita por Marinus Anton Donk en 1961. El concepto original de familia de Donk incluía los géneros Bankera y Phellodon, cuyas especies producen esporas hialinas (translúcidas) y equinuladas (cubiertas de pequeñas espinas). Donk también observó que las especies de Bankeraceae carecían de conexiones en pinza. Cuando se descubrieron conexiones en pinza en Phellodon fibulatus y ornamentación tuberculosa de las esporas (presencia de pequeños nódulos en las esporas) en P. niger, Kenneth Harrison pensó que la familia Bankeraceae era superflua y colocó a Phellodon y Bankera en la familia Hydnaceae. Este reordenamiento taxonómico fue rechazado por Rudolph Arnold Maas Geesteranus en 1974, quien demostró que las esporas tuberculadas de P. niger eran el resultado de un espécimen inmaduro. Richard Baird y Saeed Khan investigaron la ornamentación de las esporas de las especies norteamericanas de Phellodon mediante microscopía electrónica de barrido, y rechazaron la inclusión de Phellodon en las Bankeraceae, prefiriendo dejarlo, junto con Bankera, en las Hydnaceae. Los análisis filogenéticos moleculares modernos sitúan a Phellodon en el clado thelephoroid (aproximadamente equivalente al orden Thelephorales) junto con los géneros relacionados Bankera, Hydnellum y Sarcodon. Aunque el estatus de las Bankeraceae no se ha aclarado completamente con técnicas de genética molecular, Phellodon está clasificado en esta familia por las autoridades en taxonomía fúngica.
El nombre genérico deriva del griego phell-, que significa 'corcho', y -don, que significa 'diente'. En Norteamérica, las especies de Phellodon se conocen comúnmente como «cork hydnums». La British Mycological Society, en su lista recomendada de nombres comunes de hongos en el Reino Unido, nombra las especies de Phellodon de la forma «palabra descriptiva» más diente: diente fusionado (P. confluens), diente gris (P. melaleucus), diente negro (P. niger) y diente lanudo (P. tomentosus).

## Descripción

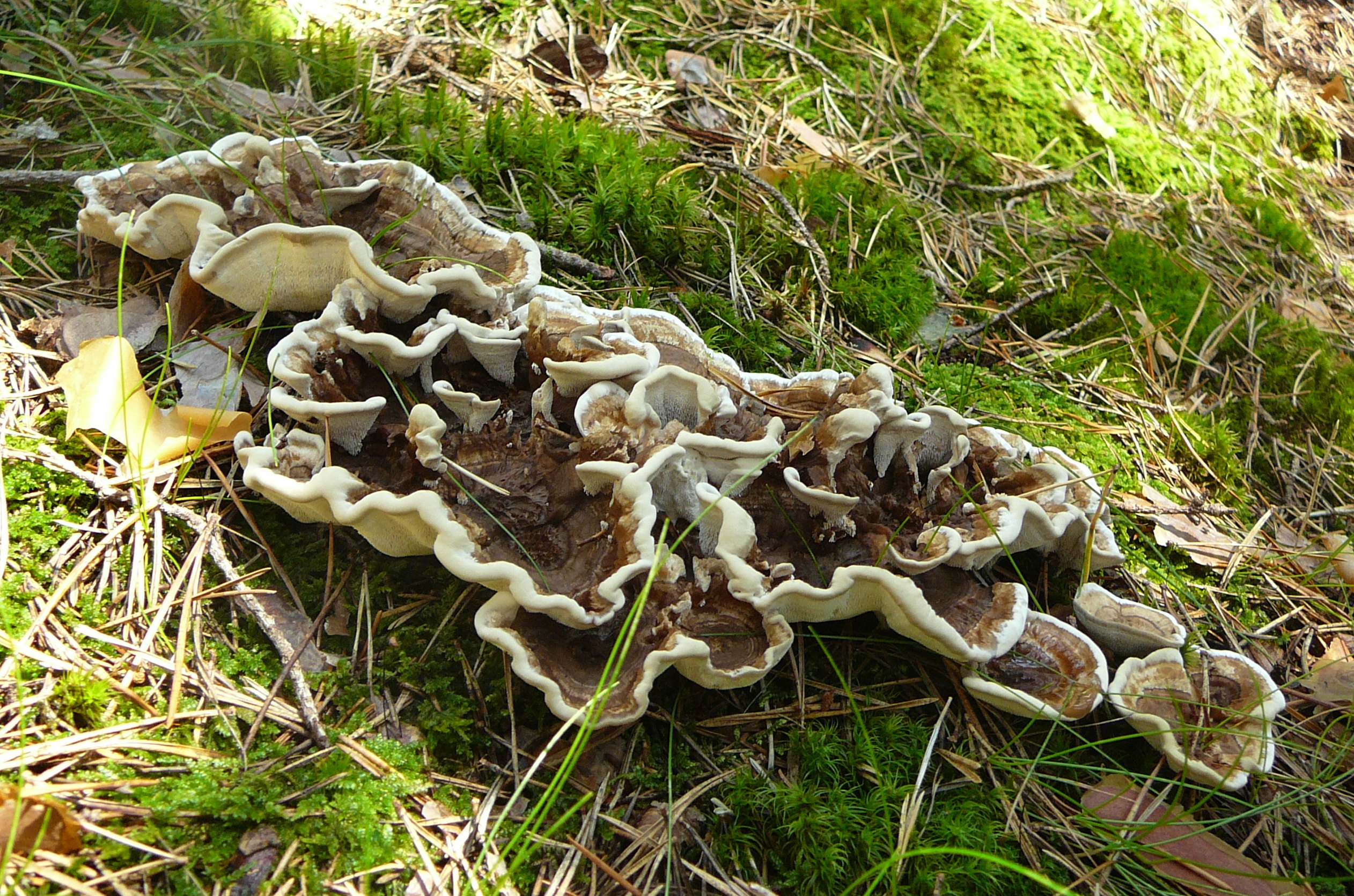
Los capuchones de algunas especies de Phellodon (P. tomentosus en la foto) pueden fusionarse durante el crecimiento.

Los cuerpos fructíferos de las especies de Phellodon tienen sombrero y pie, por lo que entran en la categoría general de hongos hidnoides estipitados. La superficie del sombrero es inicialmente aterciopelada o tomentosa, y con el tiempo se vuelve mate. La superficie es rugosa, con hoyos y crestas, y a veces con zonas concéntricas de color o textura. El color puede variar considerablemente, de crema a amarillento, parduzco, verdoso, grisáceo o negro. Los cuerpos fructíferos vecinos pueden fusionarse, formando capuchones entrelazados y estipes parcialmente fusionados. Alexander H. Smith escribió de P. tomentosus: «A menudo se presenta en grandes alfombras de capuchones fusionados que casi producen un techo sobre grandes áreas de musgo bajo coníferas». Los cuerpos fructíferos de Phellodon pueden envolver hierba o ramitas cercanas. El estípite es densamente tomentoso o liso, normalmente del mismo color que el sombrero o más oscuro. En P. niger, la cubierta exterior del estípite es una gruesa capa de micelio que absorbe agua como una esponja. El himenóforo (la superficie fértil, portadora de esporas) está en la parte inferior del sombrero. Las espinas se vuelven grises en la madurez. En condiciones de alta humedad, P. niger puede formar llamativas gotas de líquido negro en los capuchones en crecimiento activo.
La pulpa fibrosa es de una a dos capas; las capas dobles se deben a diferencias en la compacidad o en la alineación de las hifas constituyentes. Dura y coriácea cuando está fresca, la pulpa desarrolla una textura similar al corcho cuando se seca. En estado seco suele tener olor a alholva o curry en polvo. Las especies de Phellodon no suelen sufrir daños por insectos, lo que sugiere que pueden tener sustancias químicas defensivas que disuaden de la depredación. Los cuerpos fructíferos no se consideran comestibles debido a su carne fibrosa.

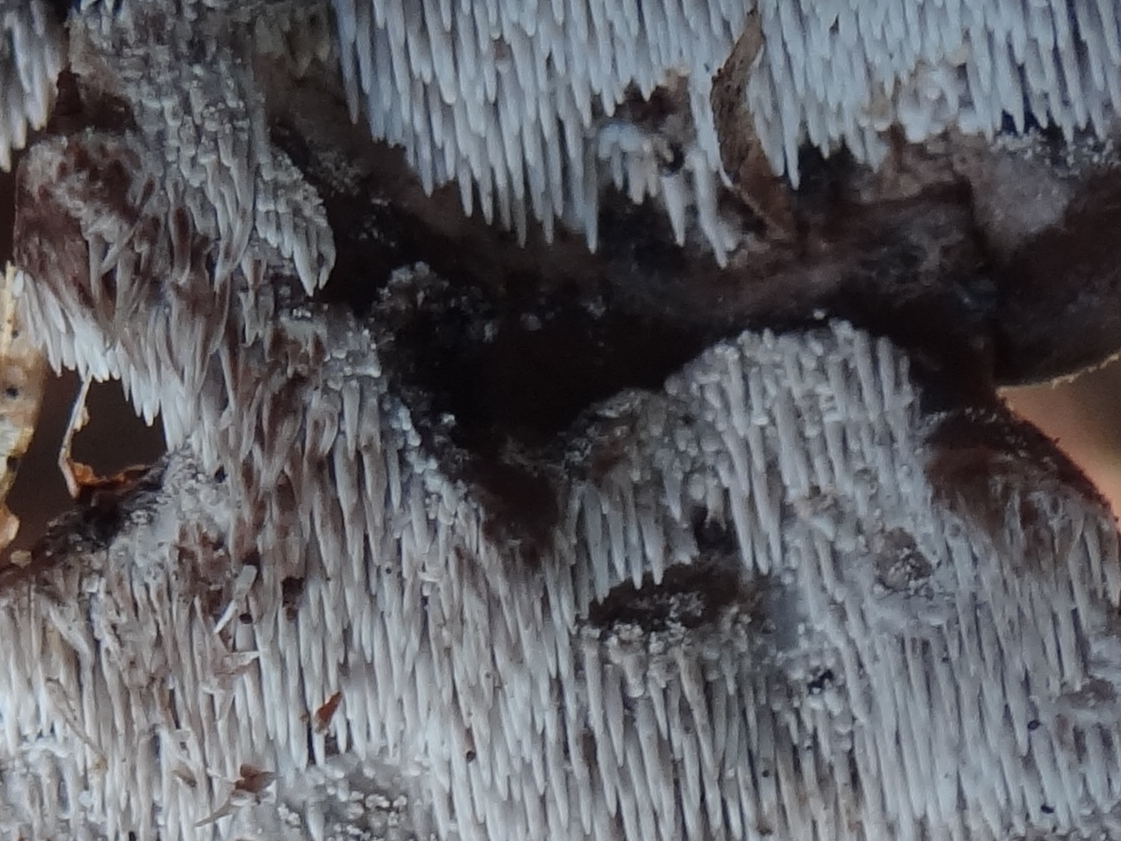
Espinas de Phellodon tomentosus

El sistema hifal es monomítico y sólo contiene hifas generativas. Estas hifas no tienen menos de 6 μm de diámetro. Todas las especies europeas carecen de conexiones en pinza, pero están presentes en las especies norteamericanas P. fibulatus y P. mississippiensis. Los basidios (células portadoras de esporas) tienen cuatro esporas. Los cistidios están ausentes o se presentan con poca frecuencia como cistidiolos incompletamente diferenciados (células estériles del tamaño de un basidio inmaduro). En masa, las esporas son blancas. Las esporas son de anchamente elipsoides a aproximadamente esféricas y equinulosas (cubiertas de pequeñas espinas). También son hialinas e inamiloides.

## Hábitat y distribución
Los cuerpos fructíferos crecen en el suelo. Se cree que las especies de Phellodon, como todos los miembros del orden Thelephorales, son micorrícicas y forman relaciones simbióticas con los árboles. Los hospedadores habituales incluyen especies de las familias Fagaceae (hayas y robles) y Pinaceae. La ectomicorriza que P. niger forma con la pícea (Picea abies) ha sido descrita exhaustivamente. Se distingue de las ectomicorrizas de otras especies de Thelephorales por la forma única de sus clamidosporas. El análisis de la relación de isótopos estables de la abundancia del isótopo estable carbono-13 muestra que P. niger tiene una firma metabólica cercana a la de los hongos saprótrofos, lo que indica que puede ser capaz de obtener carbono de fuentes distintas de un árbol huésped.
Se conocen muchas especies de Phellodon del sureste de Estados Unidos, donde se han investigado ampliamente. Según Baird y sus colegas, hay nueve especies distintas de Phellodon de las montañas Great Smoky y los Apalaches meridionales circundantes. Tres especies adicionales de esta zona, P. mississippiensis, P. brunneo-olivaceus y P. fuligineoalbus se añadieron al género en 2013-14.

## Conservación

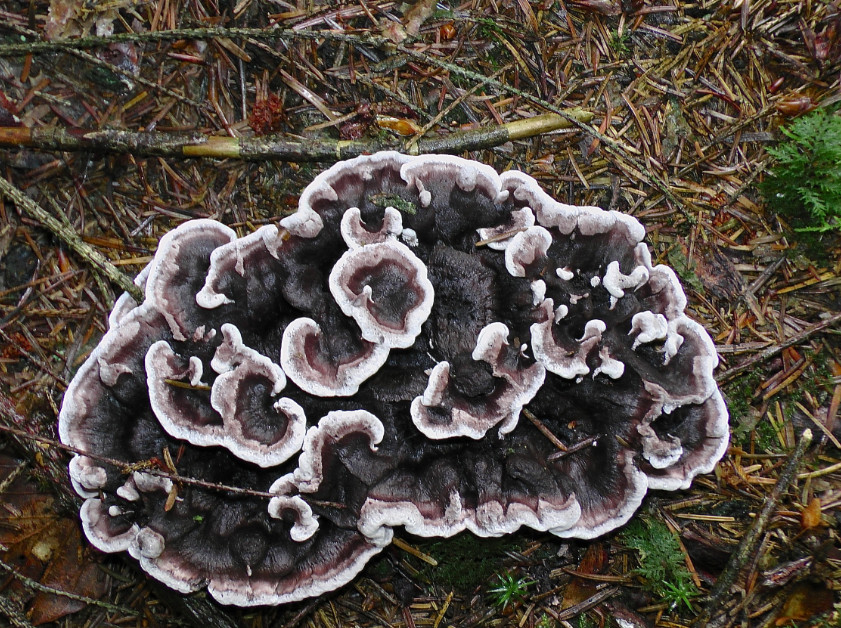
Phellodon melaleucus

Las especies de Phellodon, como otros miembros de la familia Bankeraceae, son sensibles a la contaminación atmosférica y del suelo, y están en declive general en Europa occidental. En una evaluación preliminar para una lista roja de hongos británicos amenazados, P. confluens, P. tomentosus y P. melaleucus se consideran vulnerables, y P. niger es raro.
Los esfuerzos de conservación de los hongos hidnoides estipitados se ven dificultados por la escasez de información sobre su ecología básica, por lo que cada vez se emplean más técnicas de genética molecular para intentar comprender mejor estos hongos. En el caso de Phellodon tomentosus, por ejemplo, existe poca correlación entre el aspecto del cuerpo del fruto y el micelio subterráneo, lo que dificulta la determinación de la distribución y rareza del hongo con las técnicas de prospección habituales. Phellodon melaleucus y P. niger se incluyeron en un estudio escocés para desarrollar cebadores de PCR específicos de la especie que puedan utilizarse para detectar el micelio de los hongos hidnoides estipitados en el suelo.  Las pruebas de ADN de colecciones etiquetadas como P. melaleucus y P. niger del Reino Unido revelaron especies crípticas adicionales. El análisis PCR puede utilizarse para determinar la presencia de una especie de Phellodon hasta cuatro años después de la aparición de los cuerpos fructíferos, lo que permite una determinación más precisa de su posible declive y amenaza de extinción.

## Química
Las especies de Phellodon contienen ácido telefórico, un metabolito de la vía del ácido shikímico. El ácido olefórico es una terfenil quinona, una 1,4-benzoquinona en la que las posiciones carbono-2 y carbono-5 están sustituidas por grupos fenilo. El derivado hirsutano ácido felodónico se encuentra en P. melaleucus. El ácido felodónico, que presenta actividad antibiótica frente a bacterias y otros hongos, fue el primer compuesto bioactivo descrito de cualquier miembro del orden Thelephorales. En 2008 se describió una síntesis total del ácido felodónico utilizando cis-1,2-dihidrocatecol como material de partida. P. niger ha sido una fuente de varios compuestos bioactivos: los diterpenoides de tipo cyathane, nigernin A y B; un derivado terphenyl nitrogenado, phellodonin; 2',3'-diacetoxi-3,4,5',6',4''-pentahidroxi-p-terfenilo; grifolin; y ácido 4-O-metilgrifólico. P. niger también se ha utilizado para el teñido de setas, en el que produce colores gris-azul y verde.

## Especies
Phellodon se circunscribía originalmente a tres especies. Joost Stalpers incluyó 13 especies de Phellodon en su monografía de 1993 sobre los Thelephorales. La décima edición del Dictionary of the Fungi (2008) indicaba 16 especies en el género. En septiembre de 2015, el Index Fungorum enumera 18 especies de Phellodon, sin incluir las tres especies del este de Estados Unidos añadidas en 2013-14.
| Imagen | Nombre científico                                     | Distribución                          |
| ------ | ----------------------------------------------------- | ------------------------------------- |
|        | Phellodon atratus K.A.Harrison (1964)                 | California, Estados Unidos            |
|        | Phellodon brunneo-olivaceus R.E.Baird (2013)          | Estados Unidos                        |
|        | Phellodon confluens (Pers.) Pouzar (1956)             | China, este de Estados Unidos, Europa |
|        | Phellodon excentrimexicanus R.E.Baird (1985)          | México                                |
|        | Phellodon fibulatus K.A.Harrison (1972)               | Carolina del Norte, Estados Unidos    |
|        | Phellodon fuligineoalbus (J.C.Schmidt) Baird (2013)   | Estados Unidos                        |
|        | Phellodon implicatus R.E.Baird & S.R.Khan (1986)      | Florida, Estados Unidos               |
|        | Phellodon indicus Khara (1978)                        | Himachal Pradesh, India               |
|        | Phellodon maliensis (Lloyd) Maas Geest. (1966)        | Australia, Nueva Zelanda              |
|        | Phellodon melaleucus (Sw. ex Fr.) P.Karst. (1881)     | Europa, América del Norte             |
|        | Phellodon mississippiensis R.Baird (2014)             | Mississippi, Estados Unidos           |
|        | Phellodon niger (Fr.) P.Karst. (1881)                 | Europa, América del Norte             |
|        | Phellodon nothofagi McNabb (1971)                     | Nueva Zelanda                         |
|        | Phellodon plicatus (Lloyd) Maas Geest. (1966)         | Australia                             |
|        | Phellodon putidus (G.F.Atk.) Banker (1906)            | América del Norte                     |
|        | Phellodon radicatus R.E.Baird (1985)                  | América del Norte                     |
|        | Phellodon rufipes Maas Geest. (1971)                  | Japón                                 |
|        | Phellodon secretus Niemelä & Kinnunen (2003) –Finland |                                       |
|        | Phellodon sinclairii (Berk.) G.Cunn. (1958)           | Nueva Zelanda                         |
|        | Phellodon tenuis R.E.Baird (1988)                     | Brasil                                |
|        | Phellodon tomentosus (L.) Banker (1906)               | Europa, América del Norte             |